# Dipendenza Villa Spinelli
Dipendenza Villa Spinelli è una delle Ville vesuviane del Miglio d'oro; è sita a Napoli in zona periferica, nel quartiere di Barra, in corso Sirena.
Nel parco della Villa Spinelli di Scalea venne edificata questa pregevole palazzina di gusto neoclassico, tra le più belle della zona. Oggi, la struttura, tra le meglio conservate delle ville di Barra, ospita l'Ospizio delle Povere Figlie della Visitazione. Il complesso contiene anche un bel giardino ricco di piante.